# Исагов, Малик Хызыр оглы
Малик Хызыр оглы Исагов (азерб. Malik Xızır oğlu İsaqov; род. 26 сентября 1953, Черели, Губадлинский район) — глава исполнительной власти Губадлинского района.

## Биография
Родился 26 сентября 1953 года в с. Черели Губадлинского района. В 1979 году окончил Азербайджанский институт нефти и химии.
Работал слесарем, инженером по безопасности, инженером-конструктором, инженером-технологом, главным инженером Сумгаитского завода электрического комплектования. 
С 1984 по 2001 год являлся директором Сумгаитского завода электрического комплектования.
Глава исполнительной власти Губадлинского района.

## Награды
- Орден «За службу Отечеству» III степени (25 сентября 2013, за плодотворную деятельность на государственной службе)[2]